# 牛島純一
牛島 純一（うしじま じゅんいち、1923年（大正12年） - 2012年12月19日）は、日本の生理学者・動物学者。専門は、家畜生理学。獣医学博士。元酪農学園大学学長。元酪農学園大学短期大学部学長

## 経歴
熊本県生まれ。1946年北海道帝國大學農学部卒業し、三井物産株式会社入社。北海道酪農協同組合に移る。北海道大学獣医学部助手を経て、1949年酪農学園短期大学助手。1950年同助教授。1959年「馬の所謂骨軟症(繊維性骨栄養障碍症)に関する生化学的研究」で北海道大学より獣医学博士の学位を取得。 1960年酪農学園大学酪農学部教授。1985年酪農学園大学6代学長、酪農学園大学短期大学部6代学長に就任。1989年酪農学園大学定年退職。同名誉教授。1989年学校法人酪農学園常務理事（～1994年）。1991年学校法人酪農学園学園長（～1995年）

## 受賞歴
- 勲三等瑞宝章（2000年）

## 主な論文
- 『167 鶏の魚油中毒に関する研究 :I.新鮮魚油多給による肝臓変化』共同執筆、日本獸醫學雜誌 22、1960年
- 『ワラビのモルモットに対する毒性について』共同執筆、日本獸醫學雜誌 45、1983年
- 国立情報学研究所収録論文 国立情報学研究所

など